# Goudchalcogeniden
De leden van de zuurstofgroep in het periodiek systeem werden vroeger ook wel aangeduid als chalcogenen.
De verbindingen van goud met een element uit de zuurstofgroep vertonen een merkwaardig (omgekeerd) stabiliteitsverloop. Meestal is het oxide van een metaal het meest stabiel en het telluride het minst. Bij goud echter zijn stabiele oxiden en sulfiden niet bekend. Zij kunnen wel uit oplossing neergeslagen worden maar zijn metastabiel ten opzichte van de elementen. Het selenide, of beter beide seleniden AuSe (er zijn twee structuren) zijn wel stabiel ten opzichte van de elementen en het telluride is zelfs een mineraal.
De reden voor dit gedrag ligt in de grote polariseerbaarheid van het zware goud atoom. In combinatie met een ander zacht atoom zoals telluur versterkt dat de chemische binding dusdanig dat het chalcogenide stabiel wordt. Een andere manier van verklaren kan gevonden worden het verschijnsel dat ook bij kwik optreedt: Hg+ bestaat eigenlijk niet, eigenlijk moet je hier spreken van Hg22+. Goud en kwik, vormen, ondanks het feit dat het metalen zijn, veel meer covalente bindingen. Met de grote atomen van goud zijn zuurstof en zwavel daar niet toe in staat, seleen en telluur blijkbaar wel.
Goudtelluride heeft zijn naam gegeven aan het stadje Telluride in het zuidoosten van de staat Colorado in de VS. In het begin hadden de goudzoekers van het Wilde Westen niet in de gaten dat dit zwartige erts goud bevatte, omdat zij meestal goud in gedegen vorm vonden. Toen zij dit eenmaal ontdekt hadden werd deze streek van Colorado een belangrijke goudleverancier.

## Overzicht
- Goud(III)oxide, {\displaystyle {\ce {Au2O3}}}. Ontleed in goud en zuurstof boven160 °C. De stof lost op in geconcentreerde basische oplossingen, waarschijnlijk onder vorming van ionen {\displaystyle {\ce {Au(OH)4^{-}}}}.
- Goud(I)sulfide, {\displaystyle {\ce {Au2S}}}. Wordt gevormd in de reactie van waterstofsulfide met goud(I)verbindingen.
- Goud(III)sulfide, {\displaystyle {\ce {Au2S3}}}. Het bestaan van de verbinding wordt geclaimd, maar is nog niet onafhankelijk bevestigd.
- Goudtelurides. {\displaystyle {\ce {Au2Te3}}}, {\displaystyle {\ce {Au3Te5}}} en {\displaystyle {\ce {AuTe2}}} (de formules zijn benaderingen) zijn bekend als niet-Stoichiometrische verbindingen. Zij vertonen een met metalen vergelijkbare elektrische geleidbaarheid, {\displaystyle {\ce {Au3Te5}}} is bij 1,62 K een supergeleider.[1]